# رشيد عمر
رشيد عمر (بالإنجليزية: Rashid Ali Omar)‏ هو سياسي تنزاني، ولد في 13 يناير 1961 في سلطنة زنجبار. حزبياً، نشط في الجبهة المتحدة المدنية. وقد انتخب عضو الجمعية الوطنية لتنزانيا.